# Wilhelm Heinse

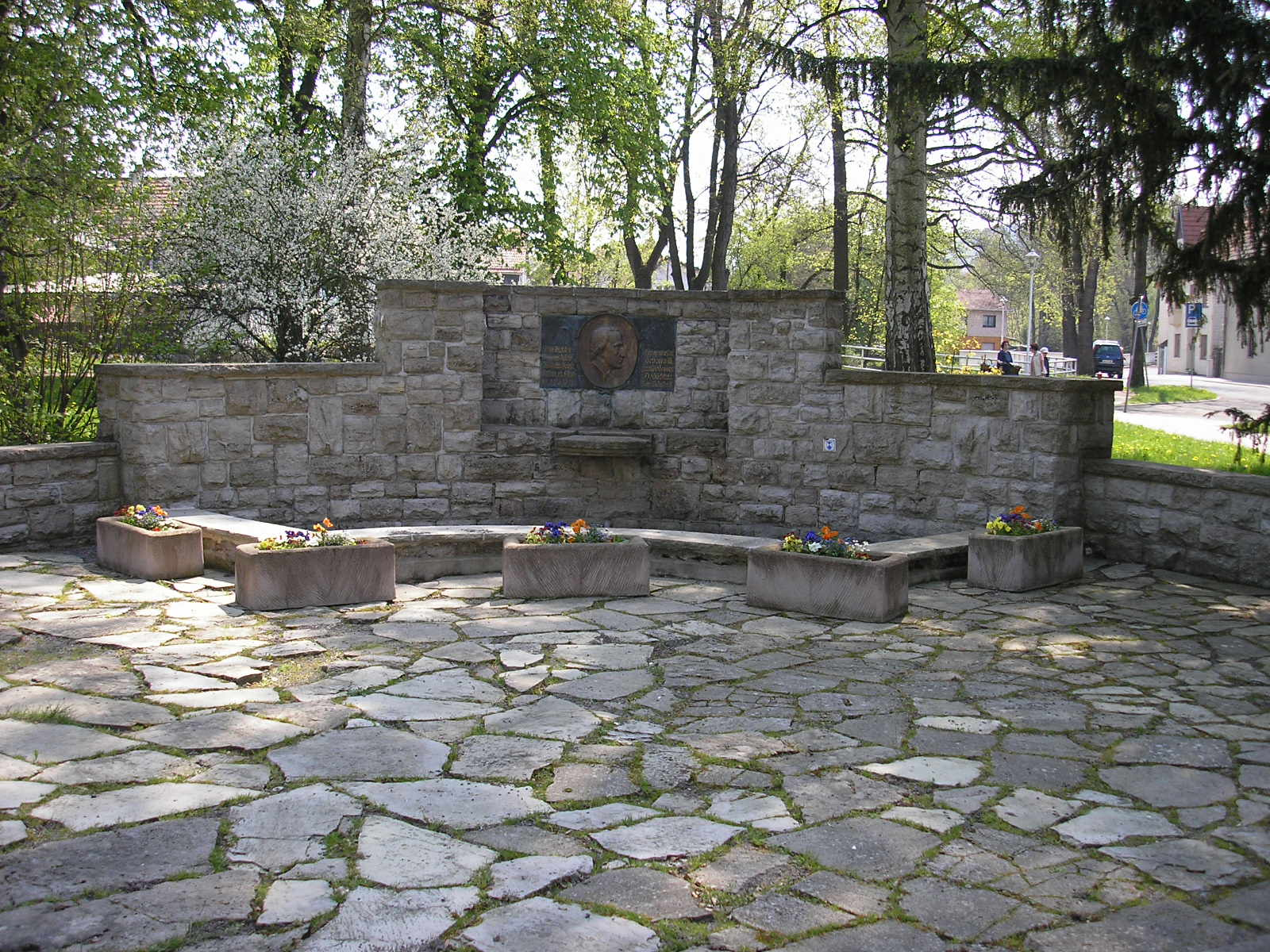
Heinsedenkmal in Langewiesen

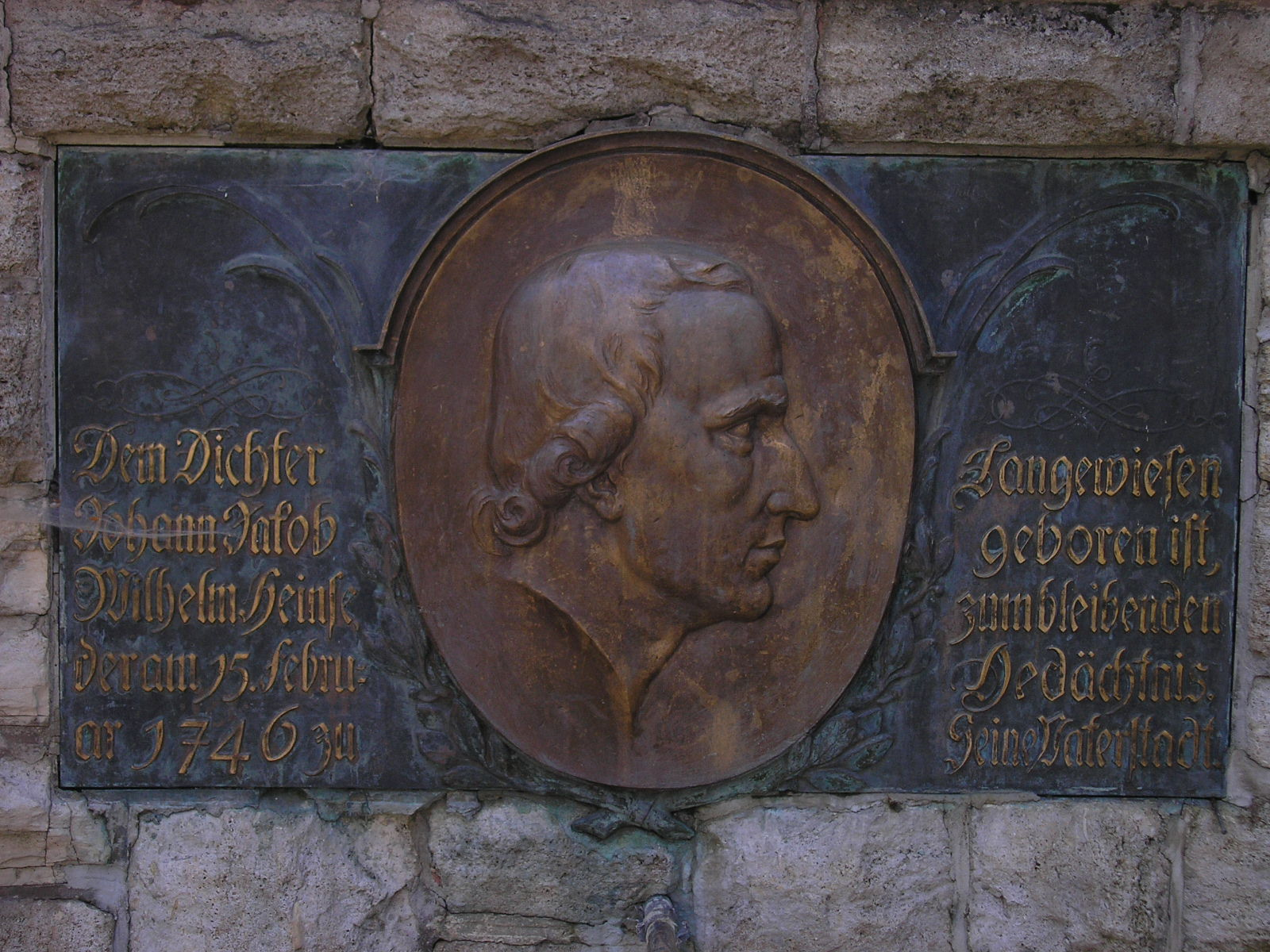
Tafel am Heinsedenkmal Langewiesen

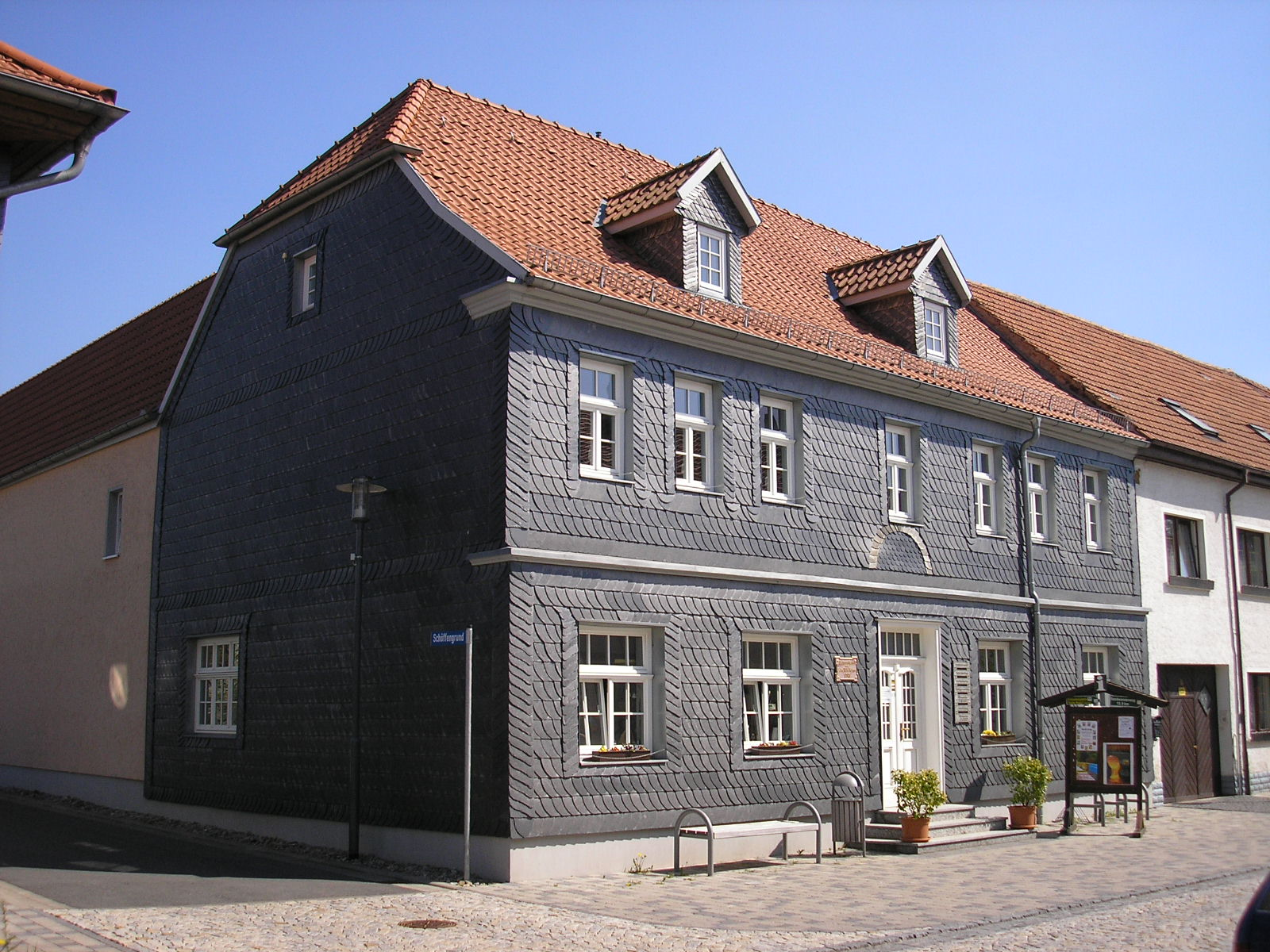
Geburtshaus Heinses in Langewiesen, heute Museum

Johann Jakob Wilhelm Heinse (né le 15 février 1746 à Langewiesen, Thuringe, mort le 22 juin 1803 à Aschaffenbourg) est un écrivain, savant et bibliothécaire allemand. Poète du Sturm und Drang.

## Biographie
Heinse est fils des clercs de Langewiesen, Johann Nikolaus Heintze et son épouse Barbara Katharina Jahn.
Après l'école primaire à Langewiesen, il fuit le lycée à Arnstadt, après de Schleusingen Depuis 1766 il étudie à l’université d'Iéna et change avec son professeur Friedrich Just Riedel à l’université d'Erfurt. Puis il voyage en Allemagne et en Italie.
Par Riedel, il fait la connaissance de Christoph Martin Wieland. Par intercession de Wieland, celle de Johann Wilhelm Ludwig Gleim. En 1789, on le retrouve bibliothécaire chez l'archevêque de Mayence Frédéric-Charles Joseph d'Erthal, un des esprits les plus libres de son temps.

## Joueur d'échecs
Joueur d'échecs, Wilhelm Heinse décrit, dans Anastasia und das Schachspiel, ouvrage paru en 1803, le mat d'Anastasie, une combinaison de mat impliquant un cavalier et une tour.

## Œuvre
- Aphorismen (1774 -1803)
- Ardinghello et les îles de la félicité histoire italienne du seizième siècle, traduite de l'allemand, par les citoyens Weltzien et Faye, jne, 1799-1800; lire en ligne sur Gallica
- Hildegard von Hohenthal (1795)
- Laidion oder die Eleusischen Geheimnisse (1774)
- Über einige Gemälde der Düsseldorfer Galerie (1776)
- Anastasia und das Schachspiel (1803)
- Tagebuch einer Reise nach Italien.

## Littérature
- Markus Bernauer u. a. (Hrsg.): Wilhelm Heinse. Aufzeichnungen. Der Frankfurter Nachlaß. 5 Bände. Carl Hanser Verlag, München 2005,  (ISBN 3-446-20402-4)
- Almut Hüfler: Wilhelm Heinse (1746-1803). Ein biographischer Essay. In: Wilhelm Heinse: Tagebuch einer Reise nach Italien. Insel, Frankfurt am Main 2002,  (ISBN 3-458-34569-8), S. 9–87
- Hans Nehrkorn: Wilhelm Heinse und sein Einfluss auf die Romantik. Lattmann, Goslar 1904; zugl. Dissertation, Universität Göttingen, 1903 (Digitalisat)
- Helmut Pfotenhauer: Die Typen der Beschreibungskunst im 18. Jahrhundert oder die Geburt der neueren Kunstgeschichte. In: Goettfried Boehm, Helmut Pfotenhauer (Hrsg.): Beschreibungskunst – Kunstbeschreibung. Ekphrasis von der Antike bis zur Gegenwart. Wilhelm Fink, München 1995, 313–330
- Lebendiges Rheinland-Pfalz. Sonderheft zu Wilhelm Heinse. Heft I-II, Mainz 2003